# La Ronde infernale
Pour plus de détails, voir Fiche technique et Distribution.
La Ronde infernale est un film français réalisé par Luitz-Morat et sorti en 1928.
C'est le premier film qui raconte la vie des coureurs cyclistes et l'ambiance des courses du Vel d'hiv, sur un scénario d'Henri Decoin.

## Synopsis
Un coureur cycliste est préoccupé par le comportement de sa femme qu'il croît infidèle. Alors qu'il est engagé dans l'épreuve des six jours au Vel d'hiv, il tourne sur la piste et finit par la gagner.

## Fiche technique
- Titre anglais : Infernal Circle
- Réalisation : Luitz-Morat
- Production : Paramount Pictures
- Directeurs de la photo : Marc Bujard, Henri Barreyre
- Scénario : Henri Decoin
- Date de sortie : 
  - France : 10 février 1928

## Distribution
- Jean Angelo
- Charles Boyer
- Pauline Carton
- Blanche Montel
- Paul Pauley